# Johann Heinrich Wilhelm Tischbein

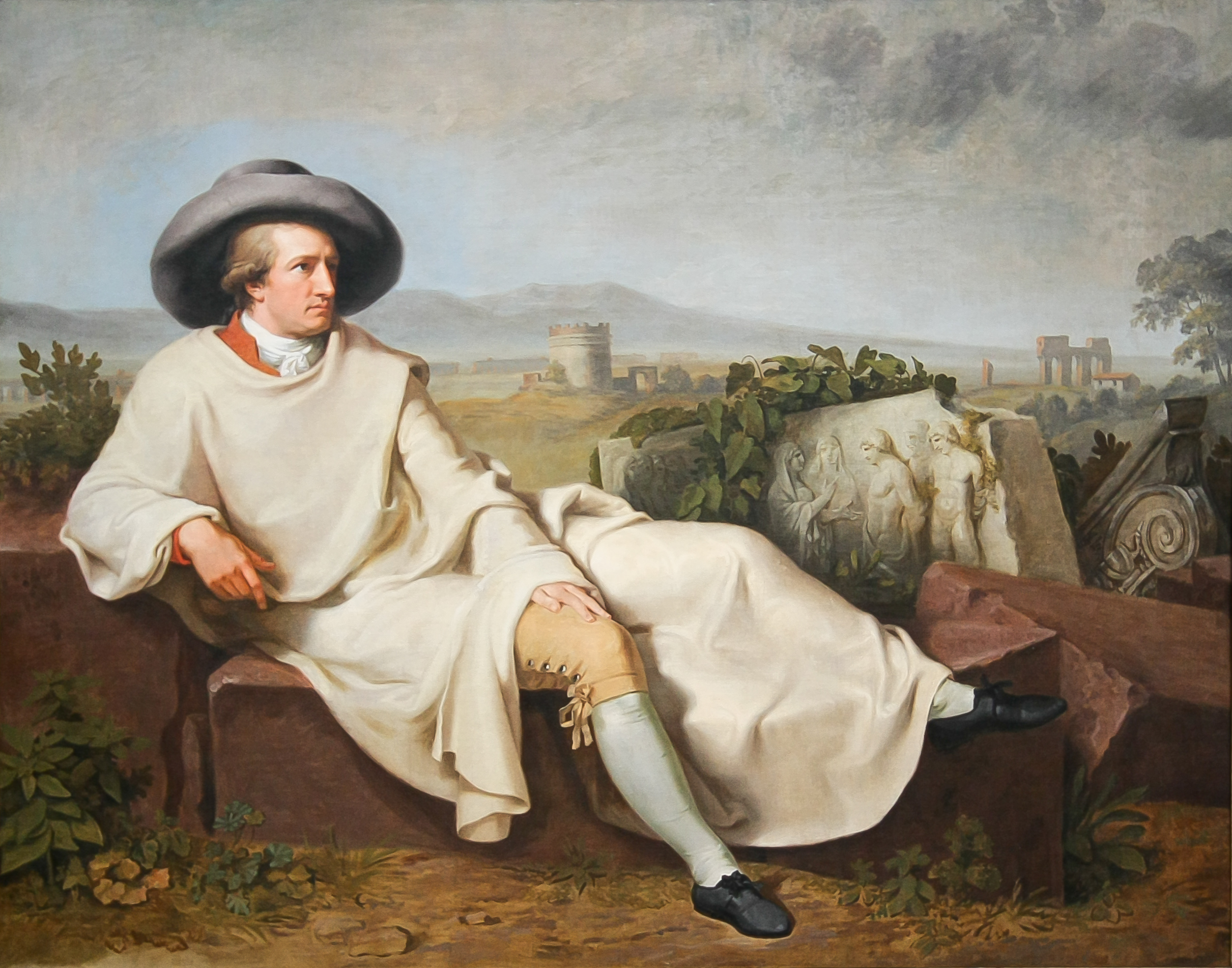
Goethe nella campagna romana, 1787, Francoforte, Städelsches Kunstinstitut

Johann Heinrich Wilhelm Tischbein, detto Wilhelm Tischbein o il Tischbein di Goethe (Haina, 15 febbraio 1751 – Eutin, 26 febbraio 1829), è stato un pittore tedesco.

## Biografia
Si formò presso gli zii Johann Heinrich a Kassel e Jacob ad Amburgo, poi nei Paesi Bassi dove studiò la pittura del '600 e in Svizzera a contatto col movimento dello Sturm und Drang. Nel 1777 fu a Berlino, attivo come ritrattista. 
Ottenne una borsa di studio in Italia, che gli consentì di passare per Monaco e Norimberga a studiare le opere di Albrecht Dürer, del quale copia gli Apostoli. A Zurigo nel 1781, grazie a Lavater, entrò in contatto con Goethe. Di questi anni sono le tele, entrambe conservate al Goethe Nationalmuseum di Weimar, Götz e Weislingen e la Vista dal San Gottardo, quest'ultima una tra le prime interpretazioni romantiche del paesaggio svizzero. 
Nel 1783 con una seconda borsa di studio, ottenuta grazie a Goethe, fu di nuovo in Italia, dove aderirà al movimento neoclassico, cambiando anche le sue iconografie se agli inizi continuerà a trattare temi ispirati alla storia nazionale tedesca, presto passerà a temi tratti dall'antichità classica, sull'esempio di Jacques-Louis David. Del 1787 è il monumentale Ritratto di Goethe nella campagna romana, conservato alle Städtische Galerie di Francoforte, in cui presenta lo scrittore in posa meditabonda e solenne sullo sfondo dell'Appia antica, tra resti di sculture, rovine di acquedotti e in lontananza il profilo dei Castelli Romani, non un semplice ritratto-souvenir, ovvero come un ricordo del Grand Tour intrapreso da Goethe, ma la consacrazione del Grand Tour come un rito irrinunciabile e iniziatico per tutta una generazione di cultori dell'antico. 
(Johann Wolfgang von Goethe, Viaggio in Italia)
Nello stesso anno fu a Napoli come direttore della locale Accademia. Del 1789 è il Ritratto della contessa Anna Amalia di Sassonia Weimar alla tomba della sacerdotessa Mamia a Pompei, ora conservato a Weimar. La tela presenta la contessa di profilo, che si staglia contro le rovine del sepolcro della sacerdotessa Mamia, dalla sguardo assorto e trasognato, con in mano il bastone e il cappello, attributi di un pellegrinaggio solitario e iniziatico. Nel 1791 approntò la pubblicazione delle incisione dei vasi antichi di William Hamilton. Con la conquista francese della città partenopea tornò, nel 1800, in Germania, prima ad Amburgo, dove preparò le incisioni per Omero secondo gli antichi (1801-04). Dal 1809 fu a Eutin, al servizio del duca di Oldenburg.
Fu membro della Massoneria, maestro venerabile di una loggia di Roma.